# Zygocera ovalis
Zygocera ovalis là một loài bọ cánh cứng trong họ Cerambycidae.